# Soliers
Soliers település Franciaországban, Calvados megyében. Lakosainak száma 2190 fő (2022. január 1.). Soliers Bourguébus, Frénouville, Grentheville, Ifs és Castine-en-Plaine községekkel határos.

## Népesség
A település népessége az elmúlt években az alábbi módon változott:
| Lakosok száma | 541  | 1053 | 1625 | 2102 | 2164 | 2119 | 2070 | 2036 | 2079 | 2190 |
|               | 1968 | 1982 | 1990 | 2006 | 2013 | 2015 | 2017 | 2019 | 2020 | 2022 |